# Nekrolog April 2014
Nekrolog
◄◄
| ◄
| 2010
| 2011
| 2012
| 2013
| 2014 | 2015 | 2016 | 2017 | 2018 | ► | ►►
Januar |
Februar |
März |
April |
Mai |
Juni |
Juli |
August |
September |
Oktober |
November |
Dezember 2014
Weitere Ereignisse | Allgemeiner Nekrolog 2014
Die Beschreibung der verstorbenen Person sollte so kurz wie möglich gehalten sein und nur deren signifikante Tätigkeit(en) enthalten.
Neue Namen ggf. auch unter dem Geburts- und Sterbedatum, also etwa unter 1. Januar und im Geburts- und Sterbejahr (2024) eintragen (nur bei entsprechender großer Wichtigkeit). Für Beispiele siehe die schon vorhandenen Artikel.
Außerdem über die fünf zuletzt Verstorbenen, zu denen es einen ausreichend guten Artikel für eine Präsentation auf der Hauptseite gibt, nach der todesbedingten Überarbeitung der Artikel ggf. auch unter Wikipedia Diskussion:Hauptseite informieren und sie am besten auch in den anderen Wikipedia-Sprachversionen eintragen. Tipp: Regelmäßig bei news.google.de nach „ist tot“, „gestorben“ oder „verstorben“ suchen.
Wenn eine Person gestorben ist, gibt es viele Seiten zu dieser Person in der Wikipedia, die davon auch betroffen sind und entsprechend aktualisiert werden müssen. Beispiele: Namenübersichtsseite, Geburtsjahr, Geburtsort-Seiten und viele mehr.
Wie finde ich die betroffenen Seiten?
Im Suchfeld auf der linken Seite gibt man den Suchbegriff so ein: „Vorname Nachname“. Dann klickt man auf Volltext und alle Seiten mit entsprechendem Suchtext werden aufgerufen. Hier sieht man dann schnell, wo auch das Todesjahr Sinn macht oder sogar ein Teil des Artikels angepasst werden muss. Auch hilft das „Werkzeug“ auf der linken Seite sehr gut, um solche Seiten aufzufinden: „Links auf diese Seite“. Somit ist die Wikipedia wieder aktuell in allen Bereichen! Hinweis: bei Eintragung der Kategorie „Gestorben JAHR“ wird der Missbrauchsfilter 49 ausgelöst, was jedoch nicht schlimm ist. Siehe: Spezial:Missbrauchsfilter/49
Dies ist eine Liste von im April 2014 verstorbenen bekannten Persönlichkeiten. Die Einträge erfolgen innerhalb der einzelnen Daten alphabetisch sortiert. Tiere sind im Nekrolog für Tiere zu finden.

## April
| Tag       | Name                           | Beruf, bekannt als                                                                 | Alter | Beleg  |
| --------- | ------------------------------ | ---------------------------------------------------------------------------------- | ----- | ------ |
| April     | Karl-Heinz Becker              | deutscher Musikfestival-Veranstalter                                               | 61    |        |
| 30. April | Michael Brock                  | britischer Historiker                                                              | 94    |        |
| 30. April | Khaled Choudhury               | indischer Theaterschauspieler                                                      | 94    |        |
| 30. April | Anthony Drexel Duke            | US-amerikanischer Philanthrop                                                      | 95    |        |
| 30. April | Wolfgang Fietkau               | deutscher Autor und Verleger                                                       | 79    |        |
| 30. April | Andreas Gerwig                 | Schweizer Jurist und Politiker                                                     | 85    |        |
| 30. April | Hong Soon-young                | südkoreanischer Politiker und Diplomat                                             | 77    |        |
| 30. April | Nicholas Martin                | US-amerikanischer Theaterregisseur                                                 | 75    |        |
| 30. April | Judi Meredith                  | US-amerikanische Schauspielerin                                                    | 77    |        |
| 30. April | Jean Norris                    | US-amerikanische Unternehmerin                                                     | 96    |        |
| 30. April | Nasim Osman                    | bangladeschischer Politiker                                                        | 63    |        |
| 30. April | Peeraphan Palusuk              | thailändischer Politiker                                                           | 67    |        |
| 30. April | Larry Ramos                    | US-amerikanischer Sänger und Gitarrist                                             | 72    |        |
| 30. April | Joop Reynolds                  | niederländischer Pianist und Komponist                                             | 86    |        |
| 30. April | Deborah Rogers                 | britische Literaturagentin                                                         | 76    |        |
| 30. April | Ian Ross                       | australischer Nachrichtensprecher                                                  | 73    |        |
| 30. April | Georg Stollenwerk              | deutscher Fußballspieler und -trainer                                              | 83    |        |
| 30. April | Jun’ichi Watanabe              | japanischer Schriftsteller                                                         | 80    |        |
| 30. April | Mieczysław Wilczek             | polnischer Chemiker, Unternehmer und Politiker                                     | 82    |        |
| 30. April | Josef Wille                    | österreichischer Politiker                                                         | 87    |        |
| 29. April | Beverly Baker                  | US-amerikanische Tennisspielerin                                                   | 84    |        |
| 29. April | Iveta Bartošová                | tschechische Sängerin                                                              | 48    |        |
| 29. April | Frank Budd                     | US-amerikanischer Sprinter und American-Football-Spieler                           | 74    |        |
| 29. April | Tahar Chaïbi                   | tunesischer Fußballspieler                                                         | 68    |        |
| 29. April | Al Feldstein                   | US-amerikanischer Comiczeichner                                                    | 88    |        |
| 29. April | Reuven Feuerstein              | israelischer Psychologe                                                            | 92    |        |
| 29. April | Hans-Joachim Giersberg         | deutscher Kunsthistoriker                                                          | 76    |        |
| 29. April | Lothar Haberkorn               | österreichischer Unternehmer                                                       | 92    |        |
| 29. April | Bob Hoskins                    | britischer Schauspieler, Filmregisseur, Filmproduzent und Drehbuchautor            | 71    |        |
| 29. April | Michael Kadosh                 | israelischer Fußballspieler und -trainer                                           | 74    |        |
| 29. April | Ernst Keitel                   | deutscher Politiker                                                                | 74    |        |
| 29. April | Wilhelm Klüver                 | deutscher Politiker                                                                | 85    | [ 1 ]  |
| 29. April | Heidrun Laudel                 | deutsche Architekturhistorikerin                                                   | 72    |        |
| 29. April | Clayton Lockett                | US-amerikanischer Mörder                                                           | 38    |        |
| 29. April | Naoya Matsuoka                 | japanischer Komponist und Jazz-Pianist                                             | 76    |        |
| 29. April | Reinhard Oehlschlägel          | deutscher Musikpublizist und Rundfunkredakteur                                     | 77    |        |
| 29. April | Emilio Riva                    | italienischer Unternehmer                                                          | 87    |        |
| 29. April | Klaus Siegert                  | deutscher Ingenieurwissenschaftler                                                 | 74    |        |
| 29. April | Gailene Stock                  | australische Balletttänzerin und Tanzpädagogin                                     | 68    |        |
| 29. April | Horst Troche                   | deutscher Eisenbahningenieur und Sachbuchautor                                     | 83    |        |
| 29. April | Edgars Vinters                 | lettischer Maler                                                                   | 94    |        |
| 29. April | Walter Walsh                   | US-amerikanischer Sportschütze und FBI-Mitarbeiter                                 | 106   |        |
| 28. April | Gerard Benson                  | britischer Dichter                                                                 | 83    |        |
| 28. April | Damião António Franklin        | angolanischer Erzbischof                                                           | 63    |        |
| 28. April | William H. Honan               | US-amerikanischer Journalist und Buchautor                                         | 83    |        |
| 28. April | Herbert Hyman                  | US-amerikanischer Unternehmer                                                      | 82    |        |
| 28. April | Amaka Igwe                     | nigerianische Schauspielerin, Regisseurin und Filmproduzentin                      | 60    |        |
| 28. April | Dennis Kamakahi                | US-amerikanischer Musiker                                                          | 61    |        |
| 28. April | Peter Kauffold                 | deutscher Politiker                                                                | 76    | [ 2 ]  |
| 28. April | Richard Kershaw                | britischer Fernsehjournalist                                                       | 80    |        |
| 28. April | Herbert Krenchel               | dänischer Materialforscher und Designer                                            | 92    |        |
| 28. April | Edgar Laprade                  | kanadischer Eishockeyspieler                                                       | 94    |        |
| 28. April | Gerhard Lüke                   | deutscher Rechtswissenschaftler                                                    | 87    |        |
| 28. April | Jan Samuel Niehoff             | niederländischer Schriftsteller und Dichter                                        | 91    |        |
| 28. April | Norma Pons                     | argentinische Schauspielerin                                                       | 70    |        |
| 28. April | Jack Ramsay                    | US-amerikanischer Basketballtrainer und Sportkommentator                           | 89    |        |
| 28. April | Floridus Röhrig                | österreichischer Augustiner-Chorherr, Kirchenhistoriker, Bibliothekar und Archivar | 86    |        |
| 28. April | Idris Sardi                    | indonesischer Violinist                                                            | 76    |        |
| 28. April | Frederic Schwartz              | US-amerikanischer Architekt                                                        | 63    |        |
| 28. April | Georg Simnacher                | deutscher Jurist und Politiker                                                     | 81    |        |
| 28. April | Michel Spanneut                | französischer Historiker                                                           | 94    |        |
| 28. April | Oswald Ziegler                 | Schweizer Politiker                                                                | 80    |        |
| 27. April | Ovídio Amaral                  | osttimoresischer Politiker und Diplomat                                            | 56    |        |
| 27. April | Vujadin Boškov                 | jugoslawischer Fußballspieler und -trainer                                         | 82    |        |
| 27. April | Micheline Dax                  | französische Schauspielerin                                                        | 90    |        |
| 27. April | Rakesh Diwana                  | indischer Schauspieler                                                             | 48    |        |
| 27. April | T. Scarlett Epstein            | österreichisch-britische Sozialanthropologin                                       | 91    |        |
| 27. April | DJ E-Z Rock                    | US-amerikanischer Hip-Hop-Musiker                                                  | 46    |        |
| 27. April | Vasco Graça Moura              | portugiesischer Schriftsteller und Politiker                                       | 72    |        |
| 27. April | Karen Greve                    | deutsche Politikerin                                                               | 72    |        |
| 27. April | Reinhard Holzey                | deutscher Journalist                                                               | 74    | [ 3 ]  |
| 27. April | Ángel Iñigo                    | kubanischer Bildhauer                                                              | 78    |        |
| 27. April | Monty Moss                     | britischer Unternehmer                                                             | 90    |        |
| 27. April | Friedel Münch                  | deutscher Motorradkonstrukteur und Unternehmer                                     | 87    |        |
| 27. April | Aloísio Roque Oppermann        | brasilianischer Erzbischof                                                         | 77    |        |
| 27. April | Andréa Parisy                  | französische Schauspielerin                                                        | 78    |        |
| 27. April | Michael von Rad                | deutscher Mediziner                                                                | 74    |        |
| 27. April | Sathuri Kamalakara Rao         | indischer Cricketspieler                                                           | 54    |        |
| 27. April | Nan Rosenthal                  | US-amerikanische Museumskuratorin                                                  | 76    |        |
| 27. April | Martin J. Sklar                | US-amerikanischer Historiker                                                       | ≈79   |        |
| 27. April | Jan Swinkels                   | niederländischer Manager                                                           | 84    |        |
| 27. April | Winand Victor                  | deutscher Maler                                                                    | 96    |        |
| 26. April | Georgi Adelson-Welski          | sowjetischer Mathematiker und Informatiker                                         | 92    |        |
| 26. April | Ander Amonn                    | italienischer Unternehmer                                                          | 80    | [ 4 ]  |
| 26. April | William Ash                    | britischer Schriftsteller und Weltkriegspilot                                      | 96    |        |
| 26. April | Angelo Bernabucci              | italienischer Schauspieler                                                         | 70    |        |
| 26. April | Ole Enger                      | norwegischer Unternehmer und Schauspieler                                          | 65    |        |
| 26. April | Jacqueline Ferrand             | französische Mathematikerin                                                        | 96    |        |
| 26. April | Manfred Fuchs                  | deutscher Unternehmer                                                              | 75    |        |
| 26. April | Protacio Gungon                | philippinischer Bischof                                                            | 88    |        |
| 26. April | Gerald Guralnik                | US-amerikanischer Physiker                                                         | 77    |        |
| 26. April | Michael Heisley                | US-amerikanischer Unternehmer und Sportinvestor                                    | 77    |        |
| 26. April | Matija Horvat                  | jugoslawischer bzw. slowenischer Mediziner                                         | 78    |        |
| 26. April | Sandro Lopopolo                | italienischer Boxer                                                                | 74    |        |
| 26. April | Lee Marshall                   | US-amerikanischer Sportansager und Synchronsprecher                                | 64    |        |
| 26. April | José Moreira Bastos Neto       | brasilianischer Bischof                                                            | 61    |        |
| 26. April | Per Ødegaard                   | norwegischer Eisschnellläufer und Radrennfahrer                                    | 83    |        |
| 26. April | Eliécer Otaiza                 | venezolanischer Politiker und Geheimdienstler                                      | 49    |        |
| 26. April | Antonio Pica                   | spanischer Schauspieler                                                            | 81    |        |
| 26. April | DJ Rashad                      | US-amerikanischer DJ, Musiker und Musikproduzent                                   | 34    |        |
| 26. April | Dieter Schneider               | deutscher Wirtschaftswissenschaftler                                               | 79    |        |
| 26. April | Klaus Schultz                  | deutscher Dramaturg und Intendant                                                  | 66    |        |
| 26. April | Adolf Seilacher                | deutscher Paläontologe                                                             | 89    |        |
| 26. April | Glen Stassen                   | US-amerikanischer Ethiker und baptistischer Theologe                               | 78    |        |
| 26. April | Philip Sugden                  | britischer Historiker                                                              | 67    |        |
| 26. April | Stan Turley                    | US-amerikanischer Politiker                                                        | 93    |        |
| 25. April | Helmut Ahner                   | deutscher Schauspieler und Synchronsprecher                                        | 86    |        |
| 25. April | Boniface Nyema Dalieh          | liberianischer Bischof                                                             | 80    |        |
| 25. April | Joaquín Gimeno Casalduero      | spanisch-US-amerikanischer Linguist, Mediävist und Historiker                      | 82    |        |
| 25. April | Philipp Lenz                   | Schweizer Theaterregisseur                                                         | 71    |        |
| 25. April | Earl Morrall                   | US-amerikanischer American-Football-Spieler                                        | 79    |        |
| 25. April | Gintautas Piešina              | litauischer Schachspieler                                                          | 62    |        |
| 25. April | Tito Vilanova                  | spanischer Fußballspieler und -trainer                                             | 45    |        |
| 25. April | Stefanie Zweig                 | deutsche Schriftstellerin                                                          | 81    |        |
| 24. April | Ricardo Bauleo                 | argentinischer Schauspieler                                                        | 67    |        |
| 24. April | Bogdan Borčić                  | slowenischer Maler und Grafiker                                                    | 87    |        |
| 24. April | Lee Dresser                    | US-amerikanischer Musiker                                                          | 72    |        |
| 24. April | Hans Hollein                   | österreichischer Architekt                                                         | 80    |        |
| 24. April | Sandy Jardine                  | schottischer Fußballspieler                                                        | 65    |        |
| 24. April | Michel Lang                    | französischer Regisseur                                                            | 74    |        |
| 24. April | Ferdinand Maier                | deutscher Archäologe                                                               | 88    | [ 5 ]  |
| 24. April | Moslem Malakuti                | iranischer Geistlicher                                                             | 90    |        |
| 24. April | Ray Musto                      | US-amerikanischer Politiker                                                        | 85    | [ 6 ]  |
| 24. April | Barry O'Keefe                  | australischer Jurist                                                               | 79    |        |
| 24. April | Konstantin Orbelian            | armenischer Komponist und Dirigent                                                 | 85    |        |
| 24. April | Jane Peter                     | belgische Schauspielerin und Theaterregisseurin                                    | 76    | [ 7 ]  |
| 24. April | Bogdan Poniatowski             | polnischer Ruderer                                                                 | 82    |        |
| 24. April | Tadeusz Różewicz               | polnischer Schriftsteller                                                          | 92    |        |
| 24. April | Konrad Schalk                  | deutscher Sport- und Parteifunktionär                                              | 76    |        |
| 24. April | William Juana Smith            | sierra-leonischer Politiker                                                        | 70    |        |
| 23. April | Jaap Havekotte                 | niederländischer Eisschnellläufer und Unternehmer                                  | 102   |        |
| 23. April | Federico Ling Altamirano       | mexikanischer Diplomat und Politiker                                               | 75    |        |
| 23. April | Conrado Marrero                | kubanischer Baseballspieler                                                        | 102   |        |
| 23. April | Antonio „Pilo“ Obando          | costa-ricanischer Sportreporter                                                    | 72    |        |
| 23. April | Leonhard Pohl                  | deutscher Leichtathlet                                                             | 84    | [ 8 ]  |
| 23. April | Lorenzo Relova                 | philippinischer Jurist                                                             | 98    | [ 9 ]  |
| 23. April | Mark Shand                     | britischer Reiseschriftsteller und Naturschützer                                   | 62    |        |
| 23. April | Patric Standford               | britischer Komponist                                                               | 75    |        |
| 23. April | Dixie Tan                      | singapurischer Politiker                                                           | 78    | [ 10 ] |
| 23. April | Volker Wangenheim              | deutscher Dirigent                                                                 | 85    |        |
| 23. April | Klaus Werner                   | deutscher Kameramann                                                               | 86    |        |
| 22. April | Gerhard Böttcher               | deutscher Leichtathletiktrainer                                                    | 68    |        |
| 22. April | Françoise Gasse                | französische Geowissenschaftlerin                                                  | ?     |        |
| 22. April | Michael Glawogger              | österreichischer Filmemacher                                                       | 54    |        |
| 22. April | Henry S. Golis                 | US-amerikanischer Trompeter                                                        | 95    |        |
| 22. April | Jovan Krkobabić                | serbischer Politiker                                                               | 84    | [ 11 ] |
| 22. April | Dennis Liwewe                  | sambischer Sportjournalist                                                         | 78    |        |
| 22. April | Alfonso Márquez de la Plata    | chilenischer Politiker                                                             | 80    |        |
| 22. April | Robert Masters                 | britischer Geiger und Geigenlehrer                                                 | 97    |        |
| 22. April | Werner Potzernheim             | deutscher Bahnradsportler                                                          | 87    |        |
| 22. April | Wieland Schmied                | österreichischer Kunsthistoriker, -kritiker und Schriftsteller                     | 85    |        |
| 22. April | Rainer Schöllkopf              | deutscher Verleger                                                                 | 82    |        |
| 22. April | Josef Schwaiger                | deutscher Skirennläufer                                                            | 83    |        |
| 22. April | Heiri Strub                    | Schweizer Künstler und Aktivist                                                    | 97    |        |
| 22. April | Roy Thompson Jr.               | US-amerikanischer Armeeoffizier und Dokumentarfilmdarsteller                       | 85    |        |
| 22. April | Oswaldo Vigas                  | venezolanischer Maler                                                              | 87    |        |
| 21. April | Theodor Aerts                  | belgischer Bibel- und Religionswissenschaftler und Kulturanthropologe              | 82    |        |
| 21. April | Daniel Anker                   | US-amerikanischer Filmproduzent und Filmregisseur                                  | 50    |        |
| 21. April | Günther Bollhagen              | deutscher Rundfunksprecher, -moderator und Komponist                               | 86    |        |
| 21. April | Herb Gray                      | kanadischer Jurist und Politiker                                                   | 82    |        |
| 21. April | George H. Heilmeier            | US-amerikanischer Elektroingenieur und Manager                                     | 77    |        |
| 21. April | Günter Herterich               | deutscher Politiker                                                                | 74    |        |
| 21. April | Craig Hill                     | US-amerikanischer Schauspieler                                                     | 88    |        |
| 21. April | Alexander Lenkow               | russischer Schauspieler                                                            | 70    |        |
| 21. April | Tamara Leszner                 | deutsche Denkmalschützerin                                                         | 66    |        |
| 21. April | Ramón Pons                     | spanischer Schauspieler                                                            | 73    |        |
| 21. April | Felix Rosenberg                | Schweizer Manager                                                                  | 73    |        |
| 21. April | Herbert Stenger                | deutscher Automobilrennfahrer                                                      | 66    |        |
| 21. April | Francisco Ovidio Vera Intriago | ecuadorianischer Weihbischof                                                       | 71    |        |
| 21. April | Günter Walbeck                 | deutscher Kostüm- und Bühnenbildner                                                | 75    | [ 12 ] |
| 21. April | Win Tin                        | myanmarischer Politiker                                                            | 84    |        |
| 20. April | Sylvain Azougoui               | togoisch-beninischer Fußballspieler                                                | 30    |        |
| 20. April | Mithat Bayrak                  | türkischer Ringer                                                                  | 85    |        |
| 20. April | Bill Blair                     | US-amerikanischer Baseballspieler und Herausgeber                                  | 92    |        |
| 20. April | Ilse von Bredow                | deutsche Schriftstellerin                                                          | 91    |        |
| 20. April | Rubin Carter                   | US-amerikanischer Boxer                                                            | 76    |        |
| 20. April | Ton Carton                     | niederländischer Fußballtrainer                                                    | 65    |        |
| 20. April | Claudio G. Fava                | italienischer Filmkritiker und Autor                                               | 84    |        |
| 20. April | Helga Labudda                  | deutsche Schauspielerin                                                            | 78    |        |
| 20. April | Stanko Lorger                  | jugoslawischer bzw. slowenischer Leichtathlet                                      | 83    |        |
| 20. April | Alistair MacLeod               | kanadischer Schriftsteller                                                         | 77    |        |
| 20. April | George E. McDonald             | US-amerikanischer Gewerkschafter                                                   | 90    |        |
| 20. April | Günther Ronacher               | österreichischer Hotelier und Verbandsfunktionär                                   | 77    | [ 13 ] |
| 20. April | Peter Scoones                  | britischer Kameramann                                                              | 76    |        |
| 20. April | Shinozuka Yoshio               | japanischer Kriegsverbrecher                                                       | 90    | [ 14 ] |
| 20. April | Stasys Vansevičius             | litauischer Rechtshistoriker                                                       | 87    |        |
| 20. April | Forrest Westbrook              | US-amerikanischer Jazzpianist                                                      | 86    |        |
| 20. April | Julian Wilson                  | britischer Sportjournalist                                                         | 73    |        |
| 20. April | Herb Wong                      | US-amerikanischer Musikhistoriker, Radiomoderator und Autor                        | 88    |        |
| 20. April | Neville Wran                   | australischer Politiker                                                            | 87    |        |
| 19. April | Theophil Antonicek             | österreichischer Musikwissenschaftler                                              | 76    |        |
| 19. April | Derek Cooper                   | britischer Journalist und Rundfunksprecher                                         | 88    |        |
| 19. April | Götz Herrmann                  | deutscher Jurist                                                                   | 85    |        |
| 19. April | Deon Jackson                   | US-amerikanischer Sänger                                                           | 68    |        |
| 19. April | Patricia Karlin-Hayter         | britische Byzantinistin                                                            | 93    |        |
| 19. April | Mimi Kok                       | niederländische Schauspielerin                                                     | 80    |        |
| 19. April | Hamish Maxwell                 | US-amerikanischer Manager                                                          | 87    |        |
| 19. April | Ian McIntyre                   | britischer Hörfunkproduzent, -sprecher, Journalist und Buchautor                   | 82    |        |
| 19. April | Erik Schmidt                   | estnischer Maler und Schriftsteller                                                | 88    |        |
| 19. April | Kevin Sharp                    | US-amerikanischer Countrysänger                                                    | 43    |        |
| 19. April | Sonia Silvestre                | dominikanische Sängerin                                                            | 61    |        |
| 19. April | Frits Thors                    | niederländischer Nachrichtensprecher                                               | 104   |        |
| 19. April | Vincent                        | deutscher Schlagersänger                                                           | 45    |        |
| 19. April | Hans Walter Voß                | deutscher Hochschulrektor                                                          | 85    | [ 15 ] |
| 18. April | Wiveca Billquist               | schwedisches Model, Schauspielerin und TV-Produzentin                              | 77    |        |
| 18. April | Habib Boularès                 | tunesischer Journalist, Schriftsteller und Politiker                               | 80    |        |
| 18. April | David W. Burke                 | US-amerikanischer Politikberater                                                   | 78    |        |
| 18. April | Mirko Đorđević                 | jugoslawischer bzw. serbischer Publizist                                           | 75    |        |
| 18. April | Robert Gray                    | US-amerikanischer Industrielobbyist                                                | 92    |        |
| 18. April | Botho Jung                     | deutscher Fernseh- und Hörfunkmoderator                                            | 86    | [ 16 ] |
| 18. April | Stavros Karamaniolas           | griechischer Dichter und Komponist                                                 | 102   |        |
| 18. April | Trygve Lange-Nielsen           | norwegischer Jurist                                                                | 91    |        |
| 18. April | Ramón Malla Call               | spanischer Bischof                                                                 | 91    |        |
| 18. April | Brian Priestman                | britischer Dirigent                                                                | 87    |        |
| 18. April | Andrew Sessler                 | US-amerikanischer Physiker                                                         | 85    |        |
| 18. April | Dylan Tombides                 | australischer Fußballspieler                                                       | 20    |        |
| 17. April | Cheo Feliciano                 | puerto-ricanischer Sänger und Komponist                                            | 78    |        |
| 17. April | Andrés Uriel Gallego           | kolumbianischer Politiker                                                          | 64    |        |
| 17. April | Gabriel García Márquez         | kolumbianischer Schriftsteller und Journalist                                      | 87    |        |
| 17. April | Michael Janeway                | US-amerikanischer Herausgeber                                                      | 73    |        |
| 17. April | Eduardas Jonušas               | litauischer Maler und Bildhauer                                                    | 81    |        |
| 17. April | Bernat Klein                   | serbisch-britischer Textildesigner und Maler                                       | 91    |        |
| 17. April | Günter Koch                    | deutscher Boxer                                                                    | 76    |        |
| 17. April | Anthony Marriott               | britischer Dramaturg                                                               | 83    |        |
| 17. April | Karl Meiler                    | deutscher Tennisspieler und -trainer                                               | 64    |        |
| 17. April | Kurt Nolden                    | deutscher Fußballspieler                                                           | 84    |        |
| 17. April | Giorgio Pianta                 | italienischer Automobilrennfahrer und Motorsportfunktionär                         | 78    |        |
| 17. April | Gerhard Seifert                | deutscher Mediziner                                                                | 92    |        |
| 17. April | Antoon Swinkels                | niederländischer Manager                                                           | 79    |        |
| 17. April | Frank Vincent                  | US-amerikanischer Jazzmusiker                                                      | 76    |        |
| 16. April | Albert André                   | deutscher Geistlicher                                                              | 84    |        |
| 16. April | Raul Bragança Neto             | são-toméischer Politiker                                                           | 68    |        |
| 16. April | Gyude Bryant                   | liberianischer Politiker                                                           | 65    | [ 17 ] |
| 16. April | Douglas Coleman                | kanadischer Biochemiker                                                            | 82    |        |
| 16. April | Gábor Kerekes                  | ungarischer Photograph                                                             | 69    |        |
| 16. April | Frank Kopel                    | schottischer Fußballspieler                                                        | 65    |        |
| 16. April | L. Jay Oliva                   | US-amerikanischer Historiker und Universitätspräsident                             | 80    |        |
| 16. April | Basil Paterson                 | US-amerikanischer Politiker                                                        | 87    |        |
| 16. April | Aulis Rytkönen                 | finnischer Fußballspieler                                                          | 85    |        |
| 16. April | Peter Schiff                   | deutscher Schauspieler und Synchronsprecher                                        | 90    |        |
| 16. April | Jacques Servier                | französischer Unternehmer                                                          | 92    |        |
| 16. April | Palle Simonsen                 | dänischer Politiker und Minister                                                   | 80    |        |
| 16. April | Ernst Florian Winter           | österreichisch-US-amerikanischer Historiker und Politikwissenschaftler             | 90    |        |
| 15. April | Kirsten Bishop                 | kanadische Schauspielerin und Synchronsprecherin                                   | 50    |        |
| 15. April | Nina Cassian                   | rumänische Dichterin, Malerin und Komponistin                                      | 89    |        |
| 15. April | Robert-Casimir Dosseh-Anyron   | togoischer Erzbischof                                                              | 88    |        |
| 15. April | Shane Gibson                   | US-amerikanischer Musiker                                                          | 35    |        |
| 15. April | Robert Heard                   | US-amerikanischer Journalist                                                       | 84    |        |
| 15. April | Jürg Alex Hoigné-Zimmerli      | Schweizer Chemiker                                                                 | 83    |        |
| 15. April | John C. Houbolt                | US-amerikanischer Raumfahrtingenieur                                               | 95    |        |
| 15. April | Antonio Morales                | spanisch-philippinischer Sänger                                                    | 70    |        |
| 15. April | Claudio Tello                  | chilenischer Fußballspieler                                                        | 50    |        |
| 15. April | Rosemary Tonks                 | britische Schriftstellerin                                                         | 85    |        |
| 15. April | Eliseo Verón                   | argentinischer Semiotiker                                                          | 78    |        |
| 15. April | Elfriede Werthan               | österreichische Journalistin und Schriftstellerin                                  | 74    |        |
| 15. April | Gerd Wixforth                  | deutscher Verwaltungsbeamter                                                       | 80    |        |
| 15. April | Owen Woodhouse                 | neuseeländischer Jurist                                                            | 97    |        |
| 15. April | Yoshino Hiroshi                | japanischer Lyriker                                                                | 88    |        |
| 15. April | Anselmo Zarza Bernal           | mexikanischer Bischof                                                              | 97    |        |
| 14. April | Ekkehard Böhmer                | deutscher Fernsehregisseur                                                         | 84    |        |
| 14. April | Richard Broke                  | britischer Film- und Fernsehproduzent                                              | 70    |        |
| 14. April | Reid Buckley                   | US-amerikanischer Schriftsteller und Kolumnist                                     | 83    |        |
| 14. April | Jozef De Feyter                | belgischerRadrennfahrer                                                            | 88    |        |
| 14. April | Tony Gray                      | britischer Schauspieler und Komödiant                                              | 86    |        |
| 14. April | Najmul Hassan                  | pakistanischer Maler                                                               | 64    |        |
| 14. April | Phillip Hayes Dean             | US-amerikanischer Dramaturg                                                        | 83    |        |
| 14. April | Dieter Klaua                   | deutscher Mathematiker                                                             | 83    |        |
| 14. April | Otto Kriens                    | deutscher Mediziner                                                                | 82    |        |
| 14. April | Ingeborg von Kusserow          | deutsche Schauspielerin                                                            | 95    |        |
| 14. April | Adolf Leuze                    | deutscher Unternehmer                                                              | 82    |        |
| 14. April | Alexander U. Martens           | deutscher Publizist                                                                | 78    | [ 18 ] |
| 14. April | Erwin Müller                   | deutscher Politiker                                                                | 82    |        |
| 14. April | Wally Olins                    | britischer Marketingberater                                                        | 83    |        |
| 14. April | Armando Peraza                 | kubanischer Perkussionist                                                          | 89    | [ 19 ] |
| 14. April | Harald R. Sattler              | deutscher Cartoonist                                                               | 74    | [ 20 ] |
| 14. April | Nuri Sezer                     | türkischer Schauspieler, Filmproduzent und Drehbuchautor                           | 75    |        |
| 14. April | Bill Sinegal                   | US-amerikanischer R&B-Musiker                                                      | 85    |        |
| 14. April | Mick Staton                    | US-amerikanischer Politiker                                                        | 74    | [ 21 ] |
| 14. April | Erwin Stranka                  | deutscher Filmregisseur und Drehbuchautor                                          | 79    |        |
| 14. April | Chen Yizi                      | chinesischer Wirtschaftswissenschaftler und Politikberater                         | 73    |        |
| 13. April | Kshetra Pratap Adhikari        | nepalesischer Lyriker und Dichter                                                  | 72    |        |
| 13. April | Alfons Bernkopf                | österreichischer Politiker                                                         | 88    |        |
| 13. April | Emma Castelnuovo               | italienische Mathematikerin                                                        | 100   |        |
| 13. April | Ato Mahae Choramo              | äthiopischer Evangelist                                                            | 94    |        |
| 13. April | Peter Clarke                   | südafrikanischer Künstler, Buchillustrator, Dichter und Buchbinder                 | 84    |        |
| 13. April | Peter Drummond-Murray          | britischer Banker und Heraldiker                                                   | 84    |        |
| 13. April | Stefano Garroni                | italienischer Philosoph                                                            | 75    |        |
| 13. April | Peter Heusch                   | deutscher Schauspieler, Regisseur und Rundfunkautor                                | 76    | [ 22 ] |
| 13. April | Ernesto Laclau                 | argentinischer Politikwissenschaftler                                              | 78    |        |
| 13. April | Otto Petersen                  | US-amerikanischer Bauchredner                                                      | 53    |        |
| 13. April | Michael C. Ruppert             | US-amerikanischer Journalist, Aktivist und Autor                                   | 63    | [ 23 ] |
| 13. April | Theókletos Setakis             | griechischer Bischof                                                               | 83    | [ 24 ] |
| 13. April | Rafał Sznajder                 | polnischer Fechter                                                                 | 41    |        |
| 13. April | Heinrich Wamhoff               | deutscher Biochemiker                                                              | 77    |        |
| 12. April | Ole Aaby                       | dänischer Rundfunkredakteur und Moderator                                          | 87    | [ 25 ] |
| 12. April | Eduard Gaugler                 | deutscher Wirtschaftswissenschaftler                                               | 85    |        |
| 12. April | Herbert Hechtel                | deutscher Komponist                                                                | 76    |        |
| 12. April | Edwin Haselbach                | Schweizer Chemiker                                                                 | 73    |        |
| 12. April | Fred Ho                        | US-amerikanischer Jazzmusiker und Aktivist                                         | 56    |        |
| 12. April | Boris Karadimtschew            | bulgarischer Komponist und Songwriter                                              | 81    |        |
| 12. April | Brita Koivunen                 | finnische Jazz- und Schlagersängerin                                               | 82    |        |
| 12. April | Oswald Loretz                  | deutscher Theologe und Altorientalist                                              | 86    |        |
| 12. April | Zdeněk Matějovský              | tschechischer Mediziner und Hochschullehrer                                        | 83    | [ 26 ] |
| 12. April | Anton Mayr                     | deutscher Veterinärmediziner                                                       | 92    | [ 27 ] |
| 12. April | Maurício Alves Peruchi         | brasilianischer Fußballspieler                                                     | 24    |        |
| 12. April | Hamish Watt                    | britischer Politiker                                                               | 88    |        |
| 12. April | Edda Weßlau                    | deutsche Kriminalwissenschaftlerin                                                 | 57    |        |
| 11. April | Alfredo Alcón                  | argentinischer Schauspieler                                                        | 84    |        |
| 11. April | Rolf Brem                      | Schweizer Bildhauer, Zeichner und Grafiker                                         | 88    |        |
| 11. April | Duncan Dallas                  | britischer Fernsehproduzent und Aktivist                                           | 73    |        |
| 11. April | Edna Doré                      | britische Schauspielerin                                                           | 92    |        |
| 11. April | Zander Hollander               | US-amerikanischer Sportjournalist und Buchautor                                    | 91    |        |
| 11. April | Lou Hudson                     | US-amerikanischer Basketballspieler                                                | 69    |        |
| 11. April | Hans Jansen                    | deutscher Kulturjournalist                                                         | 79    |        |
| 11. April | Erich A. Kägi                  | Schweizer Journalist und Publizist                                                 | 93    |        |
| 11. April | Myer S. Kripke                 | US-amerikanischer Investor und Philanthrop                                         | 100   |        |
| 11. April | Bernard Lechner                | US-amerikanischer Elektroingenieur und Erfinder                                    | 82    |        |
| 11. April | Helga Mees                     | deutsche Fechterin                                                                 | 76    |        |
| 11. April | Sadudin Musabegović            | jugoslawischer bzw. bosnischer Philosoph                                           | 74    |        |
| 11. April | Sergei Nepobedimy              | sowjetischer Waffenkonstrukteur                                                    | 92    | [ 28 ] |
| 11. April | Ron Pundak                     | israelischer Historiker, Journalist und Diplomat                                   | 59    |        |
| 11. April | Petrus Schloemp                | deutscher Kameramann und Schauspieler                                              | 83    |        |
| 11. April | Patrick Seale                  | britischer Journalist und Buchautor                                                | 83    |        |
| 11. April | Clemens Spantig                | deutscher Politiker                                                                | 72    |        |
| 11. April | Othmar Tödling                 | österreichischer Politiker                                                         | 92    |        |
| 11. April | Jesse Winchester               | US-amerikanischer Country-Musiker                                                  | 69    |        |
| 10. April | Steve Backer                   | US-amerikanischer Musikproduzent                                                   | 76    |        |
| 10. April | Dominique Baudis               | französischer Journalist und Politiker                                             | 66    |        |
| 10. April | Justin Bomboko                 | kongolesischer Politiker                                                           | 86    |        |
| 10. April | Ray Colledge                   | britischer Bergsteiger                                                             | 91    |        |
| 10. April | László Felkai                  | ungarischer Wasserballspieler                                                      | 73    |        |
| 10. April | Jim Flaherty                   | kanadischer Politiker                                                              | 64    |        |
| 10. April | Phyllis Frelich                | US-amerikanische Schauspielerin                                                    | 70    |        |
| 10. April | Friedhelm Groppe               | deutscher Fußballspieler                                                           | 71    |        |
| 10. April | Ján Hirka                      | slowakischer Bischof                                                               | 90    |        |
| 10. April | Richard Hoggart                | britischer Kultursoziologe                                                         | 95    |        |
| 10. April | Donatas Lapienis               | litauischer Schachspieler                                                          | 78    |        |
| 10. April | Lutz „L.U.P.O.“ Ludwig         | deutscher Techno-DJ und -Musiker                                                   | 57    |        |
| 10. April | Doris Pilkington               | australische Schriftstellerin                                                      | 76    |        |
| 10. April | Sue Townsend                   | britische Schriftstellerin                                                         | 68    |        |
| 10. April | Gregory White Smith            | US-amerikanischer Biograf, Jurist, Geschäftsmann und Philanthrop                   | 62    |        |
| 10. April | Ulli Thiel                     | deutscher Friedensaktivist                                                         | 70    |        |
| 9. April  | Gil Askey                      | US-amerikanischer Trompeter, Komponist und Produzent                               | 89    |        |
| 9. April  | Jacob Birnbaum                 | deutsch-US-amerikanischer Bürgerrechtler                                           | 88    |        |
| 9. April  | Blood Money                    | US-amerikanischer Rapper                                                           | 30    |        |
| 9. April  | Olaf Bork                      | deutscher Katastrophenschützer                                                     | 77    |        |
| 9. April  | Jos Chabert                    | belgischer Politiker                                                               | 81    |        |
| 9. April  | Gherasim Gheorghe Cristea      | rumänischer Erzbischof                                                             | 99    |        |
| 9. April  | Gene Estess                    | US-amerikanischer Philanthrop                                                      | 78    |        |
| 9. April  | Marcel Gilles                  | luxemburgischer Sportjournalist                                                    | 68    |        |
| 9. April  | James Clarke Holt              | britischer Mediävist                                                               | 91    | [ 29 ] |
| 9. April  | Dave Kurtzer                   | US-amerikanischer Jazzmusiker                                                      | 88    |        |
| 9. April  | Boniface Lele                  | kenianischer Erzbischof                                                            | 66    |        |
| 9. April  | Friedrich Lotter               | deutscher Mediävist                                                                | 89    |        |
| 9. April  | René Mertens                   | belgischer Radrennfahrer                                                           | 92    |        |
| 9. April  | Arthur N. R. Robinson          | Politiker aus Trinidad und Tobago                                                  | 87    |        |
| 9. April  | Giulia Tamayo                  | peruanische Menschenrechtsaktivistin und Anwältin                                  | 55    |        |
| 9. April  | Ferdinando Terruzzi            | italienischer Bahnradsportler                                                      | 90    |        |
| 9. April  | Svetlana Velmar-Janković       | serbische Schriftstellerin                                                         | 81    |        |
| 9. April  | Henry P. Warner                | US-amerikanischer Jazzmusiker                                                      | 73    |        |
| 8. April  | Sandy Brown                    | schottischer Fußballspieler                                                        | 75    |        |
| 8. April  | Ingela Bruner                  | schwedisch-österreichische Ingenieurin und Universitätsrektorin                    | 61    |        |
| 8. April  | Emmanuel III. Delly            | irakischer Kardinal                                                                | 86    |        |
| 8. April  | Karlheinz Deschner             | deutscher Schriftsteller und Religions- und Kirchenkritiker                        | 89    |        |
| 8. April  | Charles Fager                  | US-amerikanischer Neurochirurg                                                     | 90    |        |
| 8. April  | Andrew Anyanya Intamba         | namibischer Diplomat                                                               | 69    | [ 30 ] |
| 8. April  | Josef Jenne                    | deutscher Kirchenmusiker                                                           | 92    |        |
| 8. April  | Numo Kujabi                    | gambischer Geheimdienstleiter                                                      | 45    |        |
| 8. April  | Gheorghe Licu                  | rumänischer Handballspieler und -trainer                                           | 68    |        |
| 8. April  | Viktor Lindner                 | österreichischer Fußballspieler                                                    | 87    |        |
| 8. April  | Zeituni Onyango                | kenianische Asylsuchende, Tante des US-Präsidenten Obama                           | 61    |        |
| 8. April  | Klaus Reinhardt                | deutscher Theologe und Dogmatiker                                                  | 78    |        |
| 8. April  | Herbert Schoen                 | deutscher Fußballspieler                                                           | 84    | [ 31 ] |
| 8. April  | Steven A. Shaw                 | US-amerikanischer Blogger                                                          | 44    |        |
| 8. April  | Čedo Vuković                   | jugoslawischer bzw. montenegrinischer Schriftsteller                               | 93    |        |
| 8. April  | Adrianne Wadewitz              | US-amerikanische Wikipedia-Autorin                                                 | 37    |        |
| 8. April  | Warrior                        | US-amerikanischer Wrestler                                                         | 54    |        |
| 8. April  | Karyn Washington               | US-amerikanische Bloggerin und Aktivistin                                          | 22    |        |
| 8. April  | Reuven Yaron                   | israelischer Rechtswissenschaftler                                                 | 89    |        |
| 7. April  | Georges Als                    | luxemburgischer Ökonom und Jurist                                                  | 88    |        |
| 7. April  | Claudine Bouché                | französische Filmeditorin                                                          | 88    |        |
| 7. April  | Philippe Dechartre             | französischer Politiker und Staatssekretär                                         | 95    |        |
| 7. April  | Johannes Flütsch               | Schweizer Filmemacher                                                              | 69    |        |
| 7. April  | Jürgen Frick                   | liechtensteinischer Bankier                                                        | 48    |        |
| 7. April  | Peaches Geldof                 | britisches Fotomodell, It-Girl, Modekolumnistin und DJ                             | 25    |        |
| 7. April  | James Alexander Green          | britischer Mathematiker                                                            | 88    |        |
| 7. April  | Gary Haber                     | US-amerikanischer Musikmanager                                                     | 68    |        |
| 7. April  | Géza Henni                     | ungarischer Fußballspieler                                                         | 87    |        |
| 7. April  | Xaver Höger                    | deutscher Leichtathlet                                                             | 84    |        |
| 7. April  | Hugo Huber                     | Schweizer Ethnologe                                                                | 94    |        |
| 7. April  | Othmar Jauernig                | deutscher Jurist                                                                   | 86    |        |
| 7. April  | Frans van der Lugt             | niederländischer Geistlicher                                                       | 75    | [ 32 ] |
| 7. April  | V. K. Murthy                   | indischer Kameramann                                                               | 90    |        |
| 7. April  | Perlita Neilson                | britische Schauspielerin                                                           | 80    |        |
| 7. April  | Russell P. Sebold              | US-amerikanischer Romanist und Hispanist                                           | 85    |        |
| 7. April  | John Shirley-Quirk             | britischer Opernsänger                                                             | 82    |        |
| 7. April  | George Shuffler                | US-amerikanischer Bluegrass-Musiker                                                | 88    |        |
| 7. April  | Josep Maria Subirachs          | spanischer Bildhauer und Maler                                                     | 87    | [ 33 ] |
| 7. April  | Emilio Yap                     | philippinischer Bankier                                                            | 88    |        |
| 6. April  | Mary Anderson                  | US-amerikanische Schauspielerin                                                    | 96    |        |
| 6. April  | Lawrence A. Brown              | US-amerikanischer Geograph                                                         | 78    |        |
| 6. April  | Franz Bucar                    | österreichischer Maler, Restaurator und Heimatforscher                             | 89    |        |
| 6. April  | Jacques Castérède              | französischer Komponist                                                            | 87    |        |
| 6. April  | Leee Black Childers            | US-amerikanischer Fotograf                                                         | 68    |        |
| 6. April  | Liv Dommersnes                 | norwegische Schauspielerin                                                         | 91    |        |
| 6. April  | Maurice Drake                  | britischer Jurist                                                                  | 91    |        |
| 6. April  | Nikolaus Fiebiger              | deutscher Kernphysiker                                                             | 91    | [ 34 ] |
| 6. April  | Bola Johnson                   | nigerianischer Highlife-Musiker                                                    | 66    |        |
| 6. April  | Herbert Kolbe                  | deutscher Journalist                                                               | 72    |        |
| 6. April  | Erzsi Kovács                   | ungarische Sängerin                                                                | 85    |        |
| 6. April  | Mickey Rooney                  | US-amerikanischer Schauspieler                                                     | 93    |        |
| 6. April  | Massimo Tamburini              | italienischer Motorrad-Designer                                                    | 71    |        |
| 6. April  | Van Vlahakis                   | US-amerikanischer Unternehmer                                                      | 79    |        |
| 5. April  | Óscar Avilés                   | peruanischer Musiker                                                               | 90    |        |
| 5. April  | Poul Erik Bech                 | dänischer Fußballspieler und -trainer                                              | 76    |        |
| 5. April  | Wolfgang Butzlaff              | deutscher Philologe, Gymnasiallehrer, Goetheforscher und Schriftsteller            | 88    |        |
| 5. April  | Alan Davie                     | britischer Maler und Musiker                                                       | 93    |        |
| 5. April  | Wolfgang Döbereiner            | deutscher Astrologe und Buchautor                                                  | 86    |        |
| 5. April  | Charles Farthing               | neuseeländisch-US-amerikanischer Mediziner und Aktivist                            | 60    |        |
| 5. April  | Gynther Hansen                 | dänischer Schriftsteller                                                           | 83    |        |
| 5. April  | Wayne Henderson                | US-amerikanischer Jazzposaunist und Musikproduzent                                 | 74    |        |
| 5. April  | David Lamb                     | US-amerikanischer Folkmusiker                                                      | 35    |        |
| 5. April  | Peter Matthiessen              | US-amerikanischer Autor und Umweltschützer                                         | 86    |        |
| 5. April  | Jason McCash                   | US-amerikanischer Metal-Bassist                                                    | 38    |        |
| 5. April  | Franz Menges                   | deutscher Historiker                                                               | 72    |        |
| 5. April  | Klaus Meyer                    | deutscher Fußballspieler                                                           | 76    |        |
| 5. April  | John Pinette                   | US-amerikanischer Komiker und Schauspieler                                         | 50    |        |
| 5. April  | Yvonne Stoffel-Wagener         | luxemburgische Turnerin                                                            | 82    |        |
| 5. April  | Chuck Stone                    | US-amerikanischer Journalist, Kolumnist und Herausgeber                            | 89    |        |
| 5. April  | Ralph Herbert Turner           | US-amerikanischer Soziologe                                                        | 94    |        |
| 5. April  | José Wilker                    | brasilianischer Schauspieler, Regisseur und Filmkritiker                           | 69    |        |
| 4. April  | José Aguilar Pulsán            | kubanischer Boxer                                                                  | 55    |        |
| 4. April  | İsmet Atlı                     | türkischer Ringer                                                                  | 83    |        |
| 4. April  | Wilfried Bergmann              | deutscher Kirchenmusiker                                                           | 83    |        |
| 4. April  | Dietrich Henschler             | deutscher Mediziner und Toxikologe                                                 | 89    |        |
| 4. April  | Kumba Ialá                     | guinea-bissauischer Politiker                                                      | 61    |        |
| 4. April  | Peter Liechti                  | Schweizer Filmemacher                                                              | 63    |        |
| 4. April  | Margo MacDonald                | britische Politikerin                                                              | 70    |        |
| 4. April  | Otis McDonald                  | US-amerikanischer Aktivist                                                         | 80    |        |
| 4. April  | Martin Merki                   | Schweizer Journalist                                                               | 82    |        |
| 4. April  | Anja Niedringhaus              | deutsche Fotojournalistin                                                          | 48    |        |
| 4. April  | Erich Nitzling                 | deutscher Politiker                                                                | 79    | [ 35 ] |
| 4. April  | Reginald Ofori-Twumasi         | ghanaischer Bischof                                                                | 68    |        |
| 4. April  | Curtis Bill Pepper             | US-amerikanischer Journalist und Sachbuchautor                                     | 96    |        |
| 4. April  | Mohammed Qutb                  | ägyptischer Islamist                                                               | 95    |        |
| 4. April  | Richard Small                  | US-amerikanischer Pferdesporttrainer                                               | 68    |        |
| 3. April  | Nathan Berry                   | australischer Jockey                                                               | 23    |        |
| 3. April  | Hoos Blotkamp                  | niederländischer Museumsleiter                                                     | 70    |        |
| 3. April  | Régine Deforges                | französische Schriftstellerin                                                      | 78    |        |
| 3. April  | Pedro Fré                      | brasilianischer Bischof                                                            | 89    |        |
| 3. April  | Edvard Grimstad                | norwegischer Politiker und Storting-Repräsentant                                   | 81    |        |
| 3. April  | Lawrence Hamilton              | US-amerikanischer Schauspieler                                                     | 59    |        |
| 3. April  | Virginie Korte-van Hemel       | niederländische Politikerin                                                        | 84    |        |
| 3. April  | Hans-Günther Lange             | deutscher Marineoffizier                                                           | 97    |        |
| 3. April  | Paul Lüönd                     | Schweizer Musiker und Politiker                                                    | 63    |        |
| 3. April  | Pierre Mathieu                 | niederländischer Volleyballtrainer                                                 | 70    |        |
| 3. April  | Jovan Pavlović                 | kroatischer Bischof                                                                | 77    |        |
| 3. April  | Erich Preuß                    | deutscher Eisenbahner, Fachjournalist und Sachbuchautor                            | 74    |        |
| 3. April  | Michael Prinz von Preußen      | deutscher Autor, Urenkel des letzten deutschen Kaisers                             | 74    |        |
| 3. April  | Heribert Reitböck              | österreichischer Neurowissenschaftler                                              | 80    |        |
| 3. April  | John Joseph Ryan               | irischer Politiker                                                                 | 86    |        |
| 3. April  | Paul Salamunovich              | US-amerikanischer Chorleiter                                                       | 86    |        |
| 3. April  | Tommy Lynn Sells               | US-amerikanischer Serienmörder                                                     | 49    |        |
| 3. April  | Arthur Smith                   | US-amerikanischer Country-Musiker                                                  | 93    |        |
| 3. April  | Pere Ventura                   | spanischer Schauspieler                                                            | 54    |        |
| 2. April  | Alfonso Bayard                 | spanischer Schauspieler                                                            | 47    |        |
| 2. April  | Richard Brick                  | US-amerikanischer Filmemacher und Hochschuldozent                                  | 68    |        |
| 2. April  | Helga Elben                    | deutsche Malerin, Grafikerin und Installationskünstlerin                           | 84    |        |
| 2. April  | Roger Fessaguet                | französisch-US-amerikanischer Koch                                                 | 82    |        |
| 2. April  | Harris Goldsmith               | US-amerikanischer Pianist und Musikkritiker                                        | 78    |        |
| 2. April  | Sandy Grossman                 | US-amerikanischer Fernsehregisseur                                                 | 78    |        |
| 2. April  | Renate Heuer                   | deutsche Judaistin                                                                 | 86    |        |
| 2. April  | Hanspeter Hirzel               | Schweizer Sportfunktionär                                                          | 76    |        |
| 2. April  | Lucy Hood                      | US-amerikanische Unternehmerin                                                     | 56    |        |
| 2. April  | Mamoon Kazi                    | pakistanischer Jurist                                                              | 76    |        |
| 2. April  | Pearse Lacey                   | kanadischer Bischof                                                                | 97    | [ 36 ] |
| 2. April  | Allan Lindsay                  | britischer Leichtathlet                                                            | 88    |        |
| 2. April  | Siegfried Müller               | österreichischer Journalist                                                        | 90    |        |
| 2. April  | Carl Epting Mundy, Jr.         | US-amerikanischer General                                                          | 78    |        |
| 2. April  | Alfred Niepieklo               | deutscher Fußballspieler                                                           | 86    |        |
| 2. April  | Unnikrishnan Puthoor           | indischer Schriftsteller                                                           | 80    | [ 37 ] |
| 2. April  | Gustavo Rodríguez              | venezolanischer Schauspieler                                                       | 67    |        |
| 2. April  | Corneliu Andrei Stroe          | rumänischer Leichtathlet und Sportfunktionär                                       | 70    |        |
| 2. April  | Saja Taal                      | gambischer Herausgeber und Politiker                                               | 70    | [ 38 ] |
| 2. April  | Urs Widmer                     | Schweizer Schriftsteller und Übersetzer                                            | 75    |        |
| 2. April  | Joseph Willaert                | belgischer Maler                                                                   | 78    |        |
| 1. April  | Lida van der Anker-Doedens     | niederländische Kanutin                                                            | 91    | [ 39 ] |
| 1. April  | Claus Arnold                   | deutscher Zeichner, Karikaturist und Maler                                         | 94    | [ 40 ] |
| 1. April  | James Benkard                  | US-amerikanischer Jurist                                                           | 76    |        |
| 1. April  | Ivar Breitenmoser              | Schweizer Künstler                                                                 | 62    |        |
| 1. April  | Anker Buch                     | dänischer Geiger                                                                   | 74    |        |
| 1. April  | King Fleming                   | US-amerikanischer Pianist                                                          | 91    |        |
| 1. April  | Miriam Frances                 | deutsche Liedtexterin und Lyrikerin                                                | 70    |        |
| 1. April  | Ali Hamann                     | dänischer Hypnotiseur und Schauspieler                                             | 80    |        |
| 1. April  | Elga Koch                      | deutsche Seglerin                                                                  | 85    |        |
| 1. April  | Jacques Le Goff                | französischer Historiker                                                           | 90    |        |
| 1. April  | Andrew Joseph McDonald         | US-amerikanischer Bischof                                                          | 90    |        |
| 1. April  | Merimeri Penfold               | neuseeländische Sprachwissenschaftlerin                                            | 93    |        |
| 1. April  | Rolf Rendtorff                 | deutscher Theologe                                                                 | 88    |        |
| 1. April  | Dettleff Schilde               | deutscher Politiker                                                                | ?     |        |
| 1. April  | Colin Scott                    | britischer Bischof                                                                 | 80    |        |